# Otelovljenje muzičke spoznaje
Otelovljenje muzičke spoznaje ili kognicije (skraćeno EMS) je pravac unutar sistematske muzikologije koji se bavi proučavanjem uloge ljudskog tela u odnosu na sve muzičke aktivnosti. On ljudsko telo sagledava kao prirodnog posrednika između uma (fokusiranog na muzičke namere, značenja i smisao) i fizičke okoline (koja sadrži zvuk, muziku i druge vrste energije koja pokreće ljudsku akciju).

## Spoznaja ili proces kognicije
Uz neophodno pojednostavljenje, kognitivistički pristup može definisati um kao metaforu digitalnog računara. Osnovne pretpostavke ovog modela su: (1) mozak je mašina za obradu informacija (hardver), dok (2) a um služi kao njegov softver, na osnovu kojeg mozak radi. Kao što se čini očigledno, predložena sličnost između uma i digitalnog računara je izražena u smislu njihovih funkcija, koje bi oboje trebalo da obavljaju. Ovaj stav utemeljen je razvojem formalne logike (drugim rečima: skupom simbola i načina njihovog povezivanja u složene propozicije, sa skupom pravila koja određuju izvođenje novih kompleksa simbola iz starih). Treba pomenuti da je u ovom slučaju formalna logika paralelna sa gramatičkom strukturom jezika
Polazeći od saznanja da je telo digitalni računar, zagovornici otelovljenje muzičke spoznaje pretpostavljaju da telo poput računara ima centralnu ulogu u svim muzičkim aktivnostima, bazirajući se na hipotezi o odnosu između muzičkog iskustva (uma) i zvučne energije (materije).  Pa tako npr. američki muzikolog  Mark Leman tvrdi da je ljudsko telo biološki dizajnirani posrednik koji prenosi fizičku energiju do mentalnog nivoa - angažujuća iskustva, vrednosti i namere - i preokrenuti mentalni proces, predstavlja u materijalni oblik. Tako je nastal teorija muzičke kao medijatora kognicije, između ljudskog subjekta i njegovog okruženja, koji spajanje akciju i percepciju i nameće istraživanja različitih stepena angažovanja tela muzikom.

## Opšta razmatranja
Kao ljudska bića, posedujemo kapacitet i sklonost da sinhronizujemo naše pokrete tela prema spoljnim ritmičkim stimulusima, kao što je muzika.  Ritam može imati snažan efekat na kretanje, jer slušni sistem ima bogatu vezu sa motornim sistemom u mozgu. Ove veze pomažu u objašnjavanju zašto nas muzika često tera da poželimo da plešemo i zašto osećamo prirodnu naklonost da se „družimo” sa muzikom. Zvučni nadražaji kojei su glasni, iznenadni i brze templacije generišu porast uzbuđenja. Nasuprot tome, opuštajuća muzika može smanjiti osećaj anksioznosti, i redukovati pokrete tela. 
S obzirom na uticaj pokreta tela na formiranje stava o značenju muzičke, smatra se da je on je oličen u muzičkom umu., pa se izvodi pretpostavka da sve ono što se dešava u umu zavisi od osobina tela, kao što su npr. njegova kinaestetička svojstva.
Otelovljena muzička kognitivnost ima tendenciju da doživljava percepciju muzike kao vrstu reakcije zasnovanu na akcijama. Na primer, mnogi se kreću kada slušaju muziku. Kretanjem, pretpostavlja se da ljudi daju značenje muzici. Ova vrsta formulacije koja ukazuje na telesno značenje, a ne cerebralno, smatra da kroz telo prolazi muzička senzacija dovodeći do reakcije. Ovo se razlikuje od neotelovljenog pristupa muzičkoj kogniciji, koja smatra da je muzičko značenje zasnovano na analizi muzičke strukture zapravo zasnovano na percepciji. Prema tome osnovno utemeljenje percepcije muzike zasniva se na multimodalnom kodiranju slušnih informacija i na principima koji obezbeđuju spajanje percepcije i delovanja.
Tokom poslednje decenije, istraživanje o otjelovljenoj muzičkoj spoznaji (kogniciji) snažno je motivisano zahtevom za novim alatima u istraživanjima s obzirom na interaktivne mogućnosti koje nudi tehnologija digitalnih medija.
Sa pojavom moćnih računarskih alata, a naročito interaktivnih muzičkih sistema u stvarnom vremenu, postepeno je sve više pažnje posvećena istraživanju uloge gesta ili pokreta koji se tokom slušanja muzike stvara u vcelom telu.  Zato je istraživanje muzičkih gestova postalo prilično uticajno jer daje veći naglasak na senzorske povratne informacije i integraciju, kao i na spajanje percepcije i delovanja. Sa novom tehnologijom senzora, istraživanje zasnovano na gestovima je u međuvremenu postalo veliki domen muzičkih istraživanja, sa posebnim značenjem za metodološke i epistemološke osnove istraživanja muzičke spoznaje.

## Razlika između telesne i netelesne muzičke spoznaja
Kartezijski dualizam je imao ogroman uticaj na kognitivnu nauku, a posebno na kognitivnu muzikologiju. Pod uticajem  psihologa Geštalta istraživanje muzičke spoznaje poslednjih decenija 20. veka uglavnom se fokusirala na istraživanja u oblasti percepcije i njene strukture, odnosno percepcije tona, melodije, ritma, harmonije i tonaliteta. 
Umesto toga, u studijama o otjelovljenoj muzičkoj aktivnosti (kao što su slušanje muzike i muzički performansi) pozvani su brojni subjekti da se aktivno uključe u proces sagledavanja značenja muzike u pokretima tela. Ovaj angažman je artikulisan pomoću telesnog izraza koji se može meriti, analizirati, modelirati i povezati sa muzičkim stimulusom. Ideja Rene Descartesa da je mentalna aktivnost odvojen od kretanja tela je odbačena i zapravo je sasvim preokrenuta, jer je dokazano suprotno.

## Tehnika
Tehnika rada u ovoj oblasti istraživanja zasniva se na posebno konstruisanom aparatu, koji koristi empirijsku metodologiju zasnovanu na dokazima, koja se temelji na:
- merenju zvuka (putem audio snimka),
- snimanju ljudskog pokreta (putem video snimka, kinematičkog snimanja...),
- ljudske biologije (putem bioparametarskog snimanja) i
- semantike (putem upitnika).

Korišćenjem istraživačkih parata za merenje, zapravo se vrši statistička analiza i računsko modelovanje, tako da istraživanje u oblasti otelovljene muzičke spoznanje ima za cilj da izgradi pouzdana saznanja o ulozi ljudskog tela u formiranju značenja muzike.

## Primena
Istraživanje u  oblasti muzičke kognicije imaju snažnu vezu sa razvojem tehnologije, naročito u oblastima vezanim za interaktivne muzičke sisteme i pronalaženje muzičkih informacija. Tehnologija posredovanja je tehnologija kojom ljudsko telo, a samim tim i ljudski um, može dobiti mnoga proširenje benefite u digitalnom muzičkom domenu.

## Po čemu se razlikuje EMS od tradicionalne muzikologije
Razlika u odnosu na tradicionalne fenomenološke i hermeneutičke pristupe formiranju muzičkog značenja jeste da otelovljena muzička spoznaja ima fokus zasnovan na empirijskoj metodologiji ili na dokazima, a ne na subjektivnim opisima čoveka. Prema tomer EMS kao oblik spoznaje muzike ima za cilj da u potpunosti objasni subjektivno uključivanje tela u muzičke sadržaje uzimajući u obzir i ulogu socijalno-kulturnog konteksta kai i subjektivne pozadine (ukljucujući pol, starost, poznavanje muzike, stepen muzičke edukacije).
EMS je zamišljena kao naučnu metodologiju, ali njen cilj nije svođenje muzike na fiziku, niti na običan gest, već na otjelovljeno značenje biomehanike ljudskog tela. Jer složena muzička spoznaja u potpunosti prepoznaje doprinos svih mentalnih i telesnih sistema, uključujući subjektivna osećanja, emocije i kinestetičku (ili telesnu) svesnost.

## Literatura
- Leman, Marc (2007): Embodied Music Cognition and Mediation Technology, Cambridge, Massachusetts: MIT Press.
- López Cano, Rubén (2003): “Setting the body in music. Gesture, Schemata and Stylistic-Cognitive Types”. International Conference on Music and Gesture University of East Anglia28–31 August 2003. (available on line)
- López Cano, Rubén (2006). “What kind of affordances are musical affordances? A semiotic approach”. Paper presented at L’ascolto musicale: condotte, pratiche, grammatiche. Bologna 23–25 February 2006. (available on line)
- López Cano, Rubén (2008). “Che tipo di affordances sono le affordances musicali? Una prospettiva semiotica”. En Daniele Barbieri, Luca Marconi e Francesco Spampinato (eds.). L'ascolto: condotte, pratiche, grammatiche. Lucca: LIM. pp. 43–54.
- Reybrouck, Mark. (2001a). “Biological roots of musical epistemology: Functional Cycles, Umwelt, and enactive listening”. Semiotica, 134 (1-4): 599-633.
- Reybrouck, Mark. (2001b). "Musical Imagery between Sensory Processing and Ideomotor Simulation". En Musical Imagery, eds. I. Godøy y H.Jörgensen, 117-136, Lisse: Swets & Zeitlinger.
- Reybrouck, Mark. (2005a). “A Biosemiotic and Ecological Approach to Music Cognition: Event Perception between Auditory Listening and Cognitive Economy”. Axiomathes. An International Journal in Ontology and Cognitive Systems, 15 (2): 229-266.
- Reybrouck, Mark. (2005b.) “Body, mind and music: musical semantics between experiential cognition and cognitive economy”. TRANS 9. (available on line)
- Zbikowski, Lawrence. (2002): Conceptualizing Music: Cognitive Structure, Theory, and Analysis. Oxford University Press.

## Spoljašnje veze
- Summer School in Systematic Musicology, focus on embodied music cognition, Ghent University (Belgium)